# Wapen van Mol
Het eerste wapen van Mol werd in 1846 aan de Antwerpse gemeente Mol toegekend. Het tweede wapen werd op 8 november 1989 per ministerieel besluit aan de Antwerpse gemeente toegekend.

## Blazoeneringen
Mol kende twee wapens en twee blazoeneringen:

### Eerste wapen
De eerste blazoenering in het Frans, luidt als volgt:
D'or, à la croix de cinq losanges de gueules, cantonnée de vingt billettes de même, posées en sautoir par cinq.
Het eerste wapen uit 1846 bestaat uit een vijftal ruiten in rood weergeven. Wat ook in rood is weergeven zijn de balkjes. Het schild ten slotte is geel.

### Tweede wapen
De tweede blazoenering luidt als volgt:
In keel een sint-pieter met nimbus, houdende in zijn rechterhand een sleutel en in de linkerhand een boek en begeleid door twee Looftakken, het geheel van goud.
Het tweede wapen dat in 1989 in gebruik werd gesteld ziet er weer anders uit. Zo staat er in het midden van het schild de heilige Petrus, in zijn handen houdt hij een Bijbel en een sleutel. De looftakken staan links en rechts van hem, dit allemaal van goud. Het schild ten slotte is geheel rood.

## Symboliek
Het eerst wapen uit 1846, verwijst naar het wapen van de familie De Mol uit Brussel. Alhoewel de hoge heerlijkheid Mol, Balen en Dessel tussen 1626 en 1660 aan de familie De Mol verpand was, zijn er geen akten uit het dorp bekend (voor de toekenning) waar het familiewapen van De Mol opstond. Om die reden werd er in 1930 een nieuw wapen toegekend.
Het tweede wapen uit 1930, is gebaseerd op een oud zegel van Mol. Dit was het zegel van de abdij van Corbie voor Mol. Mol, Balen en Dessel waren sinds de schenking van Karel Martel in 774 bezit van de abdij. Het zegel werd door Mol nog eeuwen gevoerd.

## Verwante wapens

Het wapen van Balen
Het wapen van Dessel